# Protoplectron umbratum
Protoplectron umbratum är en insektsart som beskrevs av Tim R. New 1985. Protoplectron umbratum ingår i släktet Protoplectron och familjen myrlejonsländor. Inga underarter finns listade i Catalogue of Life.